# Sjarhej Dzemjaškevič
Sjarhej Mikalajevič Dzemjaškevič (bje. Сяргей Мікалаевіч Дземяшкевіч) odnosno Sergej Nikolajevič Demjaškevič (rus. Сергей Николаевич Демяшкевич) (Minsk, Bjelorusija, 28. kolovoza 1966.) je bivši bjeloruski hrvač te nekadašnji svjetski i europski prvak.

## Karijera
Dzemjaškevič je hrvanje počeo trenirati 1977. dok je članom sovjetske hrvačke reprezentacije postao 1988. Iste godine je osvojio Svjetski kup a sljedeće godine je iz poluteške prešao u tešku kategoriju u kojoj se natjecao do kraja sportske karijere.
Hrvač je 1990. godine postao svjetski prvak na prvenstvu održanom u rimskom predgrađu Ostia dok je godinu potom postao i europski prvak. Raspadom Sovjetskog Saveza, Dzemjaškevič je nastupio na Olimpijadi u Barceloni pod zastavom Združenog sovjetskog tima. Ondje je osvojio broncu pobjedom nad poljskim protivnikom i braniteljem naslova Andrzejem Wrońskim. Posljednji veliki uspjeh za Sjarheja bilo je drugo europsko zlato 1993. u Istanbulu.
Završetkom sportske karijere, Dzemjaškevič je diplomirao pravo na bjeloruskom državnom Sveučilištu te je radio kao lektor u toj obrazovnoj instituciji. Također, bio je i potpredsjednik te generalni tajnik nacionalnog hrvačkog saveza.

## Vanjske poveznice
- Profil Dzemjaškeviča na Sports-reference.com  Arhivirana inačica izvorne stranice od 18. travnja 2020. (Wayback Machine)